# Элми, Милли
Милли Элми (англ. Millie Almy, 1915 — 2001) — американский психолог, известная как «бабушка» дошкольного образования.
Элми была лидером в области дошкольного образования и психологии и сыграла решающую роль в формировании науки о развитии ребёнка. Её исследование было направлено на то, как маленькие дети понимают сложные предметы, такие как естествознание, математика и литература. Ей приписывают популяризацию теорий Жана Пиаже в области дошкольного образования.

## Ранние годы и образование
Милли Коринн Элми родилась 19 июня 1915 года в Клаймере, штат Нью-Йорк. В 1936 году она окончила Вассар-колледж, а в 1945 году получила степень магистра в Педагогическом колледже Колумбийского университета. Она получила докторскую степень в 1948 году также в педагогическом колледже Колумбийского университета.

## Карьера
Элми проработала в сфере дошкольного образования более сорока лет. Она работала на факультете педагогического колледжа Колумбийского университета более 20 лет в качестве профессора психологии и педагогики. В 1971 году она перешла в Калифорнийский университет в Беркли. К её публикациям относятся «Мышление маленьких детей» и «Способы обучения детей». Элми была одним из первых учёных, выступавших за специализированную подготовку учителей в области дошкольного образования.
Элми была сторонником важности и преобразующей силы игры для познавательного, социального и эмоционального развития детей. Она считается одним из первых американских учёных, которые привнесли теорию когнитивного развития Пиаже в дискурс США о дошкольном образовании. В её трудах утверждалось, что интеллект не фиксируется при рождении, а скорее появляется по мере взращивания. С каждым этапом развития дети могут учиться и приобретать новые способности, которые необходимо тренировать, прежде чем переходить к более сложным предметам на следующем этапе развития. Её работа объяснила, как дети приходят к пониманию сложных предметов через опыт и визуализацию.
В 1950 году Элми участвовала в конференции Белого дома 1950 года по проблемам детей и молодёжи. В 1980 году она была удостоена звания выдающейся выпускницы Педагогического колледжа Колумбийского университета.
Элми посвятила себя дневному уходу и работала в детских садах в 1930-х годах и в детских садах по Закону Лэнхема во время Второй мировой войны. Она помогла создать междисциплинарную программу дневного ухода в Калифорнийском университете в Беркли в 1970-х годах.
Элми вышла на пенсию в 1980 году и продолжала проводить исследования, в том числе в качестве стипендиата программы Фулбрайта в Новом Южном Уэльсе, Австралия, в качестве приглашённого профессора в колледже Миллс в Окленде и в качестве доцента в Оклендском музее Калифорнии.